# Zé Mário
Zé Mário, född 1 februari 1949, är en brasiliansk tidigare fotbollsspelare och tränare.
Zé Mário var tränare för det saudiska landslaget 1995–1996 och det qatariska landslaget 1998.